# Neways
Neways International — приватна Американська організація з багаторівневим маркетингом, яка поширює біологічно-активні добавки і має представництва в 23-ох країнах. Штаб-квартира Neways знаходиться в Спринґвілі, Юта. Компанія наголошує, що її продукція хімічно безпечніша ніж інші торгові марки.
Засновники Томас і Леслі Д. Мувери почали справу компанії в 1992, з початковими виробничими потужностми в Салемі, Юта. Корпоративна штаб-квартира Neways була переміщена до Спринґвіла, Юта в 2003, але головне виробництво залишились в Салемі. В листопаді 2006 року Neways придбала фірма приватного фінансування (private equity firm) Golden Gate Capital, з штаб-квартирою в Сан-Франциско. Ця компанія також володіла торговою маркою Herbalife поки це не було розголошено.

## Контроверсійна інформація
В 1993 році Neways була змушена відкликати засіб від зайвої ваги, через те що він містив потенційно небезпечну дозу діуретика фуросеміду.
В 2004 Neways було засуджено по звинуваченню в поширенні фармацевтичної продукції, що містить людський гормон росту, який протизаконно розповсюджувати без призначення лікаря.
В 2005, засновники Томас і Леслі Мувери були засуджені за податкове шахрайство, вони приховали $4млн. прибутку. Вони також надали фальшиву кредитну квитанцію і брехали спеціальному агенту IRS. В 2006, Томас бу засуджений до 33 місяців тюрми і 3 років наступного умовного звільнення, а також зобов’язувався сплатити $75000 на додаток до сплати податкових грошей. Леслі був засуджений до 27 місяців тюрми і наступних 3 років умовного звільнення і зобов’язувався сплатити $60000.
У 2008 році Японський уряд змусив Neways Japan Ltd припинити нові поставки протягом трьох місяців (з 21 лютого по 20 травня), за те що дистриб’ютори вводили в оману покупців, що продукція конкурентів може спричинити рак.